# Gelasma waterstradti
Gelasma waterstradti är en fjärilsart som beskrevs av Louis Beethoven Prout 1933. Gelasma waterstradti ingår i släktet Gelasma och familjen mätare. Inga underarter finns listade i Catalogue of Life.